# Gömöri Krisztián
Gömöri Krisztián (Onga, 1976. április 9. –) magyar színész.

## Életpályája
Ongán született, 1976. április 9-én. Műszaki középiskolában érettségizett. A Miskolci Nemzeti Színház stúdiósa volt, pályáját itt kezdte 1995-ben. 1997-től a Szegedi Nemzeti Színház társulatának tagja. 2006-ban színésztársaival: Melkvi Beával, Harsányi Attilával, Borovics Tamással és Pataki Ferenccel Szegeden megalapította a Hetek Csoportját. Együtt állították színpadra Mrożek: Nyílt tengeren című darabját és Arrabal: Triciklijét. Szerepelt a Szegedi Pinceszínházban és a Veres 1 Színházban is. 

## Fontosabb színházi szerepei
- William Shakespeare: Hamlet... Guildenstern
- William Shakespeare: Szentivánéji álom... Vinkli (a közjátékban Oroszlán)
- William Shakespeare: Rómeó és Júlia... Gergely
- William Shakespeare: Ahogy tetszik... Le Beau (Frigyes udvarmestere)
- William Shakespeare: Sok hűhó semmiért... Pogácsa
- William Shakespeare: Falstaff... Franci)
- William Shakespeare: A tévedések komédiája... Efezusi Drómió; Szirakúzai Drómió
- Friedrich Schiller: Haramiák... Hermann (egy nemesember fattyúja)
- Carlo Goldoni: A kávéház... Cristiano
- Benjamin Jonson: Volpone... Volpone
- Victor Hugo: Királyasszony lovagja (Ruy Blas)... Priego márki
- Anton Pavlovics Csehov: Ványa bácsi... Tyelegin, Ilja Iljics
- Anton Pavlovics Csehov: Platonov... Iszak Vengerovics
- Mihail Afanaszjevics Bulgakov: Moliére, avagy az álszentek összeesküvése... Bouton, színpadmester / Valér
- Makszim Gorkij: Éjjeli menedékhely... Tatár
- Henrik Ibsen: A nép ellensége... Aslaksen (laptulajdonos, a városi magánvállalkozók nonprofit ligájának elnöke, az Alkoholellenes Liga alelnöke)
- Luigi Pirandello: Hat szereplő szerzőt keres... Színpadi munkás
- Ion Luca Caragiale: Az elveszett levél... Ügyvéd úr (ügyvéd, említett bizottságok és választmányok tagja)
- Sławomir Mrożek: A nyílt tengeren... Kicsi
- George Orwell: 1984... Parsons, Parsons fiú
- Antoine de Saint-Exupéry: A kisherceg... Róka
- Carlo Collodi – Litvai Nelli: Pinokkió... Róka
- Joseph Stein – Jerry Bock: Hegedűs a háztetőn... Mótel Kamzojl
- Bertolt Brecht: Galilei élete... Cosmo Medici nagyherceg; A kövér szerzetes; A katona; Első titkár; Mucius; Paraszt
- Bertolt Brecht – Kurt Weill: Koldusopera... Charles Filch
- Georges Feydeau: Bolha a fülbe... Camille Chandebise
- Michael Fray: Függöny fel!... Frederick; Philip Brent; Sejk
- Ken Kesey – Dale Wassermann: Kakukkfészek... Dale Harding; Martini
- Dale Wassermann – Mitch Leigh – Joe Darion: La Mancha lovagja... Sancho
- Leonard Bernstein: West Side Story... Baby-John
- Graham Chapman: Gyalog galopp... Sir Robin
- Simon Stephens: Pornográfia... Petőfire hasonlító harmadik utas
- Nyikolaj Koljada: A topmodell... Nyina Andrejevna
- Anthony Burgess: Mechanikus narancs... bohóc; rendőr; börtönigazgató
- Murray Schisgal: Szerelem, ó! - Láv mi tender... Milt
- Paul Maar: Hoppláda... Borsó
- Alfred Hitchcock: 39 lépcsőfok... Bohóc 1
- Jordi Galcerán: A Grönholm-módszer... Enric
- Fernando Arrabal: A tricikli... A Fuvolás Öreg
- Jean Genet – Nyikolaj Vasziljevics Gogol: Játékosok & Cselédek... Glov
- Fazekas Mihály: Lúdas Matyi (Matyi elszabadul, avagy sok lúd disznót győz)... Döbrögi, tekintetes úr
- Csokonai Vitéz Mihály: Az özvegy Karnyóné és a két szeleburdiak... Tipptopp (szeleburdi)
- Szigligeti Ede: Liliomfi... Gyuri pincér
- Vörösmarty Mihály: Csongor és Tünde... Balga
- Vörösmarty Mihály – Farkas Dénes: Szeretsz engem?... Fiú
- Gaal József: A peleskei nótárius... Tóti Dorka (géci boszorkány)
- Molnár Ferenc: Úri divat... Máté
- Molnár Ferenc: Üvegcipő... Őrmester, Írnok
- Molnár Ferenc: Liliom... Mindenféle rendőrök földön és mennyben
- Szép Ernő: Kávécsarnok - Május... A cipősubickoló
- Móricz Zsigmond: A Zördög... szereplő
- Kosztolányi Dezső: Édes Anna... Ficsor (házmester)
- Zsolt Béla: Nemzeti drogéria... Beck
- Rideg Sándor: Indul a bakterház... Csendőr II.
- Gábor Andor: Dollárpapa... Rosenthal (orvos)
- Gáli József: Válás Veronában... Színész (Mercutio)
- Dobozy Imre: A tizedes meg a többiek... Dunyhás
- Mándy Iván: Régi idők focija... Bikácsi
- Müller Péter - Seress Rezső: Szomorú vasárnap... Seress Rezső
- Háy János: Utánképzés (ittas vezetőknek)... Tibor, egy éjjel-nappali ábécé tulajdonosa
- Egressy Zoltán: Reviczky... Gellért gróf
- Egressy Zoltán: Szimpla szerda... Orvos
- Pozsgai Zsolt: A  Vasgróf... Ady Endre (költő)
- Pozsgai Zsolt: A gyermekkirály... szereplő
- Pozsgai Zsolt – Bradányi Iván – Nagy Tibor: A kölyök... Chaplin és a Csavargó
- Korognai Károly: Szabadon foglak... Larry
- Székely Csaba: Mária országa... Bebek Imre, horvát bán, majd halicsi vajda
- Rákos Péter: Mumus... Celofán (mumus)
- Thuróczy Katalin: Pastorale... Haydn (zeneszerző és karnagy)
- Vajda Katalin – Valló Péter – Fábri Péter: Anconai szerelmesek... Luigi
- Horváth Péter: Csaó bambino... Te
- Horváth Péter – Presser Gábor – Sztevanovity Dusán: A padlás... Üteg
- Janik László – Mátyássy Szabolcs: Szindbád... Köpcös (méreten aluli matróz)
- Gimes Dóra – Jeli viktória – Tasnádi István – Vészits Andrea: Időfutár... Kempelen Farkas
- Dés László – Geszti Péter – Békés Pál: A dzsungel könyve... Maugli
- Dés László – Nemes István – Böhm György – Korcsmáros György: Valahol Európában... Tanító
- Szikora Róbert – Vallai Attila: Macskafogó... Lusta Dick
- Kodály Zoltán: Háry János... Napóleon
- Jacques Offenbach: Orfeusz az alvilágban... Pluto
- Ödön von Horváth: Mesél a bécsi erdő... Erich
- Schönthan testvérek – Kellér Dezső – Horváth Jenő – Szenes Iván: A szabin nők elrablása... Szilvássy Béla
- Szirmai Albert – Bakonyi Károly – Gábor Andor: Mágnás Miska... Miska
- Lehár Ferenc: Luxemburg grófja... Brissard; Pélégrin, anyakönyvvezető
- Ábrahám Pál: Bál a Savoyban... Musztafa Bey
- Huszka Jenő: Mária főhadnagy... Zwickli Tóbiás
- Huszka Jenő: Bob herceg... Plumpudding (borbély)
- Kálmán Imre: Csárdáskirálynő... Bóni
- Iván Sára: Ez történt Bécsben... Pique ((Lipót fia))
- Csukás István: Ágacska... Berci béka
- Lázár Ervin: A hétfejű tündér... Gepárd Géza
- Lázár Ervin: A kisfiú meg az oroszlánok... Oszkár (cirkuszigazgató)
- Békés Pál – Várkonyi Mátyás: A Félőlény... Porhany
- Nógrádi Gábor: Gyerekrablás a Palánk utcában... Portoroki százados
- Látó Richárd – Korognai Károly: Lúdas Matyi... Retek

## Filmek, tv
- Karinthy (2001)... férfi
- Rejtő (2002)... Mr. Irwing
- A víztől vett város (2004)... Lázár György
- Vörösmarty Mihály: Csongor és Tünde (színházi előadás tv-felvétele, 2010)
- Marsra magyar! (sorozat, 2023)... Alkony József

## Díjai, elismerései
- Makó Lajos-díj (évad színésze 2003)
- Szegedi Tudományegyetem Közönségdíj (2003)
- Dömötör-díj: legjobb férfi mellékszereplő (2003; 2006; 2011; 2017; 2022)
- Kölcsey-érem (2019)